# Corbassièregletscher
Der Corbassièregletscher (französisch Glacier de Corbassière) ist ein Talgletscher auf der Nordseite des Grand Combin in den südwestlichen Walliser Alpen, in der Schweiz. Er ist 9,6 km lang und bedeckt zusammen mit seinen Tributärgletschern eine Fläche von etwa 15 km². Damit ist er der grösste Gletscher im Unterwallis und nach dem Aletschgletscher, dem Fieschergletscher, dem Gornergletscher und dem Unteraargletscher der fünftlängste der Schweiz.

## Lage
Seinen Ursprung hat der Corbassièregletscher am Nordhang des Grand Combin auf über 4000 m ü. M. Auf einer Höhe von 3'300 bis 3400 m befindet sich eine ausgedehnte, kaum geneigte Eisfläche, die im Westen von den Felsspitzen der Maisons Blanches (bis 3682 m) begrenzt wird. Danach fliesst der Gletscher mit einer leichten Krümmung nach Norden, flankiert von den Gipfeln des Combin de Corbassière (3716 m) und Petit Combin (3663 m) im Westen sowie von Tournelon Blanc (3702 m) und Grand Tavé (3158 m) im Osten. Der Corbassièregletscher entwässert durch den Torrent de Corbassière in die Dranse de Bagnes, welche durch das Val de Bagnes zur Rhone fliesst.
Im frühen 19. Jahrhundert, in der Spätphase der Kleinen Eiszeit, reichte die Gletscherzunge bis in die Waldzone hinab. Moränenreste befinden sich in rund 1800 m Höhe, nicht weit von der Einmündung des Wildbachs Dyure de Sery. Die Gletscherzunge endete 2005 auf etwa 2200 m. Seit einem Hochstadium um die Mitte des 19. Jahrhunderts hat sich der Gletscher um mehr als 3 km zurückgezogen.
Auf der Seitenmoräne am Ostrand des unteren Gletscherabschnitts steht die Cabane François-Xavier Bagnoud (2645 m, früher Cabane de Panossière genannt), welche Ausgangspunkt für Bergbesteigungen und Gletschertouren im Grand Combin-Massiv ist.

## Entwicklung
| Jahr         | 1850 | 1973 | 1999/2000 | 2013         |
| Fläche (km²) | 20,7 | 18,3 | 16,3      | 14,95 (2016) |
| Länge (km)   | 12,9 | 10,1 | 10,1      | 9,6          |